# داکا-۱۱
داکا-۱۱ (به لاتین: Dhaka-11) یک منطقهٔ مسکونی در بنگلادش است که در ناحیه داکا واقع شده است.